# Дворецкий, Виктор Владимирович
Виктор Владимирович Дворецкий (1959) — советский футболист, полузащитник. Воспитанник украинского футбола. Выступал за клубы: СКА (Киев), «Океан» (Керчь), «Атлантика» (Севастополь), «Заря» (Ворошиловград) и «Зенит» (Ижевск).
В 1977—1978 годах проходил службу в рядах армии в составе спортроты при клубе СКА. Позднее без успеха пробовался в командах «Океан» и «Атлантика».
Первый матч провёл 17 февраля 1981 года в розыгрыше Кубка СССР против команды высшей лиги «Зенит» (Ленинград) (1:4).

## Достижения
- Обладатель Кубка РСФСР: 1988

## Клубная статистика
| Выступление          | Выступление      | Выступление      | Лига | Лига | Кубок | Кубок | Итого | Итого |
| Клуб                 | Лига             | Сезон            | Игры | Голы | Игры  | Голы  | Игры  | Голы  |
| -------------------- | ---------------- | ---------------- | ---- | ---- | ----- | ----- | ----- | ----- |
| Заря (Ворошиловград) | Д2               | 1981             | 7    | 0    | 3     | 0     | 10    | 0     |
| Заря (Ворошиловград) | Итого            | Итого            | 7    | 0    | 3     | 0     | 10    | 0     |
| Зенит (Ижевск)       | Д3               | 1982             | 25   | 2    | —     | —     | 25    | 2     |
| Зенит (Ижевск)       | Д3               | 1983             | 27   | 3    | —     | —     | 27    | 3     |
| Зенит (Ижевск)       | Д3               | 1984             | 31   | 1    | —     | —     | 31    | 1     |
| Зенит (Ижевск)       | Д3               | 1985             | 23   | 1    | —     | —     | 23    | 1     |
| Зенит (Ижевск)       | Д3               | 1986             | 28   | 0    | —     | —     | 28    | 0     |
| Зенит (Ижевск)       | Д3               | 1987             | 26   | 3    | 1     | 0     | 27    | 3     |
| Зенит (Ижевск)       | Д3               | 1988             | 32   | 4    | 1     | 0     | 33    | 4     |
| Зенит (Ижевск)       | Д3               | 1989             | 40   | 5    | 1     | 0     | 41    | 5     |
| Зенит (Ижевск)       | Д3               | 1990             | 31   | 0    | 1     | 0     | 32    | 0     |
| Зенит (Ижевск)       | Д3               | 1991             | 39   | 2    | —     | —     | 39    | 2     |
| Зенит (Ижевск)       | Д2               | 1992             | 33   | 1    | 2     | 1     | 35    | 2     |
| Зенит (Ижевск)       | Д2               | 1993             | 5    | 0    | 1     | 0     | 6     | 0     |
| Зенит (Ижевск)       | Итого            | Итого            | 340  | 22   | 7     | 1     | 347   | 23    |
| Всего за карьеру     | Всего за карьеру | Всего за карьеру | 347  | 22   | 10    | 1     | 357   | 23    |